# Port lotniczy Bukavu-Kavumu
Port lotniczy Bukavu-Kavumu – krajowy port lotniczy położony 25 km na północ od Bukavu, w prowincji Kiwu Południowe, w Demokratycznej Republice Konga.
Lotnisko znajduje się na wysokości 1720 m (5643 stóp) nad poziomem morza. Posiada jedną drogę startową o długości 2000 m szerokości 45 m (6562 stóp na 148 stóp) na kierunku 17/35 o nawierzchni asfaltowej.

## Kierunki lotów i linie lotnicze
| Linia Lotnicza                 | Kierunek                                    |
| ------------------------------ | ------------------------------------------- |
| Compagnie Africaine d'Aviation | 1. Goma 2. Kalemie 3. Kongolo 4. Lubumbashi |